# Божићна пијаца
Божићна пијаца, позната и као Кристкиндлмаркт (дословно: Мали Христ Маркет, али термин „Кристкинд” обично се односи на анђеоски „дух Божића”, а не дословно Малог Христа), Кристкиндлесмаркт, Кристкиндлмаркет, Кристкиндлимаркт и Веихнахтсмаркт, је улична пијаца повезан са прославом Божића током четири недеље Адвента. Ова тржишта потичу из Немачке, али се данас одржавају у многим другим земљама. Историја божићних пијаца сеже у касни средњи век у делу Европе у којем се говори немачки језик и у многим деловима бившег Светог римског царства које укључује многе источне регије Француске.
Дрезденски Стризелмаркт први пут је одржан 1434. године и сматра се првом правом божићном пијацом, како су ранија тржишта била пре „децембарска”. Рана помињања ових „децембарских пијаца” могу се наћи у Бечу (1298), Минхену (1310), Бауцену (1384), and Франкфурту (1393).
У многим градовима у Немачкој, Швајцарској и Аустрији, Адвент се обично отвара отварањем божићне пијаце или „Веихнахтсмаркт”. У јужној Немачкој, Швајцарској и Аустрији назива се „Кристкинд(е)л(с)(и)маркт“ (немачки језик, што дословно значи „Мали Христ маркет”). Традиционално одржавана на градском тргу, пијаца нуди храну, пиће и сезонске предмете са тезги на отвореном уз традиционално певање и плес. У вечери отварања у Кристкиндлесмаркту у Нирнбергу и у неким другим градовима, посматрачи дочекују „Кристкинда” (првобитно малог Исуса, али често приказаног као девојчица слична анђелу), коју је глумило локално дете.

## Атракције и тезге
Популарне атракције на пијацама укључују јаслице, Зветсхгенманле (фигуре од украшених сувих шљива), Нускнакер (изрезбарене крцкалице за орахе), Гебранте Манделн (ушећерени, пржени бадеми), традиционални божићни колачићи попут Лебкуцхена и Магенброта ( оба облика меканих медењака), Братвурст, а многим посетиоцима један од врхунаца на тржишту: Глухвеин, топло кувано вино (са или без брендија) или Еиерпунсх (топло алкохолно пиће на бази јаја). Обоје помажу у спречавању хладног зимског ваздуха који понекад падне испод нуле. Међу регионалне специјалитете у храни спадају Кристстолен (Столен), врста хлеба са кандираним воћем у Саксонији и врући Апфелвеин и Франкфуртер Бетхманхен у Хесену.

## Главне божићне пијаце
Познате божићне пијаце одржавају се у градовима Аугзбург, Дрезден, Ерфурт, Франкфурт, Нирнберг и Штутгарт, што их чини популарним туристичким атракцијама током сезоне божићних празника. Пијаце у Нирнбергу и Дрездену сваке године привуку око два милиона људи; пијаце у Штутгарту и Франкфурту привлаче више од три милиона посетилаца. Две најпосећеније божићне пијаце у Немачкој могу се наћи у Дортмунду са више од три и по милиона посетилаца на 300 тезги око џиновске креације божићних јелки високих 45 метара и у Келну са 4 милиона посетилаца. Поред тога, Берлин полаже право на преко 70 пијаца, које се отварају крајем новембра и затварају непосредно након Божића.
Божићне пијаце су популарне божићне традиције у Аустрији, а одржавају се у Бечу, Салцбургу, Инзбруку, Линцу и Грацу. Прва „Децембарска пијаца” одржана је у Бечу 1298. године. Беч тренутно одржава 20 различитих божићних пијаца широм града. Већина божићних пијаца отвара се крајем новембра и траје до децембра, затварајући се одмах након 25. децембра, а неколико њих остаје отворено за Нову годину. Највећа божићна пијаца и једна од најпознатијих је Бечки божићни свет на Ратхаусплац у близини Ратхауса, историјске бечке градске куће. Тржиште сваке године привуче 3 милиона људи и укључује 150 јединствених тезги које нуде традиционалну аустријску храну, божићне украсе и украсе, рукотворине и пића. Бечки божићни свет на Ратхаусплацу такође има адвентски тематски парк назван Адвентзаубер са радионицама и културним приредбама које су намењене породицама и малој деци. Посетиоци бечког Божићног света такође могу клизати на клизалишту од 3.000 квадратних метара и стазама које воде кроз парк Ратхаусплатц. Остале познате божићне пијаце укључују Божићну пијацу у палати Шенбрун, Арт Адвент на Карлсплацу, Божићно село у палати Белведере и Божићно село на Плацу Марије Терезије. Божићна пијаца у палати Шенбрун, „Kultur-und-Weichnactsmarkt”, одржава се испред царске палате. Садржи аустријске рукотворине и робу, као и културни програм са активностима и радионицама. Арт Адвент на Карлсплацу нуди занатске производе, дечији програм и мини зоолошки врт. Популарни специјалитети укључују Киндерпунш (безалкохолни пунч), Глухвеин, Баумстриезел (мађарско пециво обложено циметом и шећером), Картофелпуфер (палачинке од кромпира), Лангос (слано дубоко пржено тесто), Шаумкус (бели слез прекривен чоколадом), Столен (хлеб са кандираним воћем), Марони (печени кестени), Браткартофел (клин од печеног кромпира), Лебкухен (аустријски медењаци) и печени кромпир.
Божићне пијаце су традиционалне у Алзасу и већина градова има своју локалну божићну пијацу. Стразбур и Алзас у Француској одржавају божићну пијацу „Кристкинделсмарик” око своје катедрале од 1570. године, када је била део Светог римског царства немачких нација.
Божићна пијаца у Барселони почиње 13. децембра, на Дан свете Луције, и зове се Fira de Santa Llúcia. Одржава се на тргу катедрале у Барселони од 1786. године.
Године 1982, Линколн у Енглеској основао је годишњу божићну пијацу почетком децембра и ово је и даље једно од најобимнијих таквих тржишта у Великој Британији, са укупно преко 300 тезги које су током четири дана привукле више од 100.000 посетилаца. Почевши од 1997. године, Франкфуртске божићне пијаце основане су уз подршку Франкфурта у Бирмингему, Единбургу, Лидсу и Манчестеру. Остале велике божићне пијаце одржавају се у Енглеској у Бату (од 2000. године) и Ливерпулу (од 2006. године). Божићне пијаце су толико успешне да постају главни фактор привлачења за повећање трговине и броја градских посетилаца. Божићна пијаца у Бирмингему, која се првенствено налази у Новој улици између тржног центра Булринг и Куће савета, „највећа је божићна пијаца на отвореном у Великој Британији” као и „највећа аутентична немачка божићна пијаца ван Немачке или Аустрије”. Тржиште такође нуди забаву уживо на главној сцени. Пијаца се одржава отприлике шест недеља сваке године и обично се затвара око 23. децембра. Божићне пијаце у Манчестеру такође су биле успешне са 300 тезги на осам градских локација, при чему је свака локација тематски створена у другачијој атмосфери попут француске, светске и немачке, а штандови са европском тематиком на тргу Алберт, Манчестер су се показали најпопуларнијим.
Немачки имигранти такође су донели прославе божићног тржишта у Сједињене Државе.
Традиционална божићна пијаца први пут је одржана у Сибињу у Румунији 2007. године.

## Галерија
- Божићна пијаца у Јени
- Божићна пијаца 2016. у Малмеу, Шведска
- Божићна пијаца у Нирнбергу
- У Колмару, 2010.
- Божићна пијаца у Стразбуру, Француска
- Божићна пијаца у Лидсу, УК
- Традиционална медењачка срца на немачкој божићној пијаци
- Тезге на божићној пијаци
- Панорамски точак на божићној пијаци у Хај Парку
- Божићна пијаца у Ерфурту
- Божићна пијаца у Штутгарту, Баден-Вуртемберг
- Салцбург, Аустрија
- Божићна пијаца у Раперсвилу, Швајцарска
- Божићна пијаца у Стокхолму, 2009.
- Беч, Аустрија
- Божићна пијаца у Дрездену
- Божићна пијаца у Висбадену, Немачка
- Божићна пијаца у Сибињу, Румунија
- Божићна пијаца у Загребу, Хрватска
- Божићна пијаца у Берлину
- Божићна пијаца у Вроцлаву, Пољска
- Божићна пијаца у Копенхагену, Данска
- Божићни догађај Филдс Шопинг Центар 2016. компаније Dewsevents Fields, Данска
- Бечка божићна пијаца (2017)
- Највећа божићна јелка на свету, божићна пијаца у Дортмунду
- Божићна пијаца у Вадесдон вили, УК.

## Даље читање
- Bakst, Alex: "A Visit to Germany's Christmas Markets", Spiegel Online 7 December 2006
- Zug, J.D. (1991): German-American Life: Recipes and Traditions. Iowa City: Penfield Press.